# Gojčin (Kalesija)
Pour les articles homonymes, voir Gojčin.
Gojčin (en serbe cyrillique : Гојчин) est un village de Bosnie-Herzégovine. Il est situé dans la municipalité de Kalesija, dans le canton de Tuzla et dans la fédération de Bosnie-et-Herzégovine. Selon les premiers résultats du recensement bosnien de 2013, il compte 450 habitants.
Avant la guerre de Bosnie-Herzégovine, le village faisait entièrement partie de la municipalité de Kalesija ; à la suite des accords de Dayton (1991), une portion de son territoire a été rattachée à la municipalité d'Osmaci nouvellement créée et intégrée à la république serbe de Bosnie.

## Démographie

### Évolution historique de la population
| 1948 | 1953 | 1961 | 1971 | 1981  | 1991  | 2013 |
| ---- | ---- | ---- | ---- | ----- | ----- | ---- |
| -    | -    | 858  | 955  | 1 052 | 1 067 | 450  |

|  |

### Communauté locale
En 1991, la communauté locale de Gojčin comptait 1 674 habitants, répartis de la manière suivante :